# François Marie d'Aboville
Pour les autres membres de la famille, voir famille d'Aboville.
François-Marie d'Aboville, 1er comte d'Aboville et de l'Empire, né le 23 janvier 1730 à Brest, mort le 1er novembre 1817 à Paris, est un général d'artillerie et un homme politique français.
Ses fils Augustin Gabriel d'Aboville et Augustin Marie d'Aboville sont comme lui, généraux d'artillerie sous la période révolutionnaire et du Premier Empire.

## Biographie

### Origines et famille
François-Marie d'Aboville est le descendant d'une ancienne famille noble originaire de Normandie et compte dans sa famille de nombreux officiers. La filiation de la famille d'Aboville débute à la fin du XVe siècle avec Guillaume, Gilles, Jacques, Thomas et Jean d'Aboville, de la paroisse de Gonneville, en la sergenterie de Valognes,,,.
Bernardin d'Aboville, le père de François-Marie, est commissaire provincial et commandant de l’artillerie de Brest, où il naît le 23 janvier 1730. Son père meurt l’année de la naissance de François-Marie. L’enfant est alors élevé par son oncle, le chevalier Julien d'Aboville, lieutenant-général, commandant en chef l'artillerie des armées aux ordres du maréchal de Saxe. C’est donc tout naturellement que le jeune homme choisit la carrière des armes et les progrès du jeune d'Aboville sont rapides dans une carrière que son oncle a parcourue avec une « rare distinction ».

### Militaire sous Louis XVI
Grâce à son oncle le général Julien d'Aboville dont il devient l'aide de camp, il entre au service en tant que surnuméraire d'artillerie en mars 1744. Il est à ses côtés à 17 ans à la bataille de Fontenoy le 11 mai 1745, officier pointeur le 7 mars 1746, il servit à la bataille de Lawfeld le 2 juillet 1747, ainsi qu'aux nombreux sièges des places flamandes de la guerre de Succession d'Autriche.
Commissaire extraordinaire le 1er octobre 1751, puis capitaine en 2e le 18 juillet 1758. Il prend part pendant la Guerre de Sept Ans, sous les ordres du maréchal d'Armentières, notamment au siège de Munster en 1759 et 1762. Chevalier de Saint-Louis le 28 avril 1763, il est nommé capitaine en 1er de la 10e batterie de canonniers au régiment de la Fère, le 15 octobre 1765. Chef de brigade en septembre 1776, il obtient le rang de lieutenant-colonel, le 9 mai 1778 et rejoint le régiment d'artillerie de Besançon en juin 1779. 

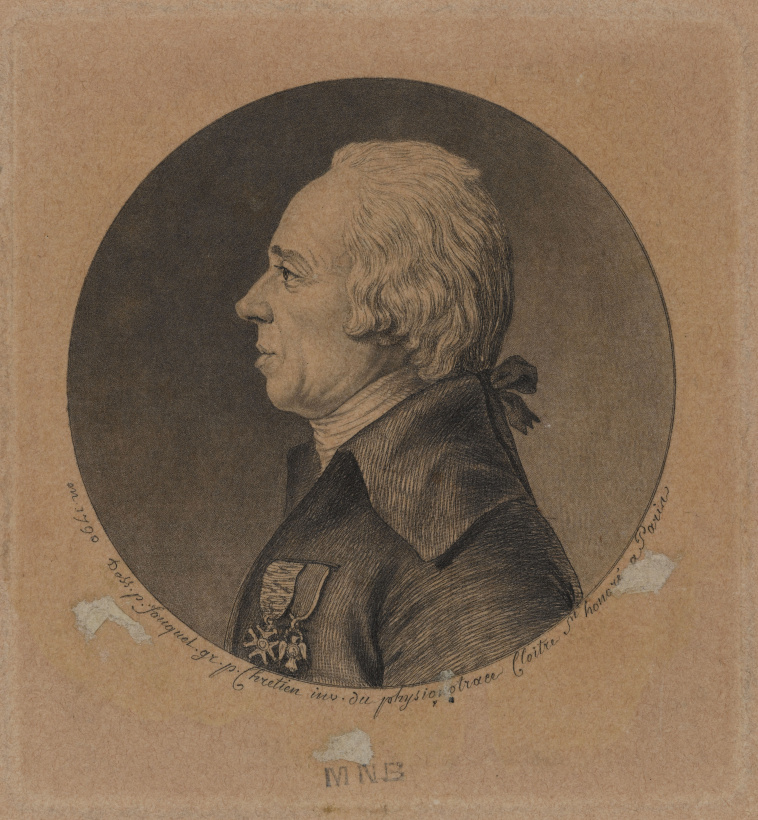
François Marie d'Aboville arborant la croix de Saint-Louis et l'ordre de Cincinnatus, estampe de 1790.

En mars 1780, il organise pendant la Guerre d'indépendance des États-Unis, l'artillerie du Corps expéditionnaire français. Le 5 avril, il obtint une commission de colonel. Il participe en 1781, à la tête de l'artillerie de Rochambeau à la bataille de Yorktown. Il prend part à la reddition obtenue qui lui vaut la reconnaissance des Américains et les témoignages du général britannique Cornwallis. Les talents qu'il déploie dans ces circonstances valent à d'Aboville le grade de brigadier d'infanterie le 5 décembre 1781. Il est également fait chevalier de Saint-Louis et de l'ordre de Cincinnatus. 
Colonel du régiment d'artillerie de Metz, le 19 avril 1782, il rentre en France en 1783. Colonel directeur d'artillerie de la Fère, le 19 juin 1785.

### Révolution française
Il est promu maréchal de camp le 9 mars 1788. En 1789, il fait partie du comité militaire réuni à Paris, où il se fait remarquer par l'étendue de ses connaissances dans l'art de la guerre. Inspecteur général d'artillerie le 1er avril 1791, il propose d'importantes réformes, telles que la réunion de l'artillerie et du génie et la création de l'artillerie à cheval, mesure qui est adoptée. Il est l’un des promoteurs en France de l’artillerie attelée, notamment en introduisant l'usage des moyeux en métal. Cette artillerie attelée avait été introduite dans l'armée prussienne trente ans auparavant par Frédéric Le Grand.
Lorsqu'en juin 1791, Louis XVI essaye d'échapper à la surveillance de l'Assemblée nationale législative et est arrêté à Varennes, d'Aboville envoie à l'assemblée l'assurance de son dévouement à la cause de la Révolution française. Il reçoit le commandement de l'artillerie de l’armée du Nord, sous Rochambeau en mai 1792. Lieutenant général commandant l'artillerie de l'armée du général Kellermann. C'est à ce titre qu'il commande à la bataille de Valmy, le 20 septembre 1792. 

Du 29 mars 1793 au 28 avril 1793, il est commandant en chef par intérim, de l'Armée de la Moselle. Lors de la défection de Dumouriez, il adresse une proclamation véhémente à l’armée, datée de Sarrelouis le 12 avril 1793 (an II de la République), s’élevant contre la trahison et la perfidie de ce dernier : 

« Soldats, disait-il, le génie tutélaire de la liberté plane sur toute la surface de la France et la garantit de tous les conspirateurs et des traîtres.
Dumouriez, ce général perfide et insidieux, si longtemps l'idole de la nation entière et d'une armée qu'il avait conduite à la victoire, a traîtreusement abandonné le drapeau de la liberté, qu'il avait juré de défendre jusqu'à la mort, pour s'enrôler sous les bannières des despotes. Quelques jours il a pu égarer une partie de l'armée qu'il avait à ses ordres, et il a eu l'espoir féroce de déchirer le sein de la patrie par ceux mêmes à qui elle avait remis des armes pour la défense de la liberté.
L'audacieux et traître Dumouriez n'eut jamais les vertus d'un républicain. L'ambition dévorait son cœur, et l'égoïsme en fit un partisan de la Révolution ; il chercha à tourner à son avantage les succès des troupes qu'il commandait ; il fut trompé dans son espoir, et dès lors il résolut de trahir la patrie. Il chercha à ôter la confiance aux corps constitués et aux représentans du peuple souverain ; il sema l'esprit de discorde entre les troupes de ligne et les volontaires nationaux, comme si des frères d'armes devaient connaître d'autre rivalité que celle de la bravoure ; il dissémine en cantonnements étendus son armée affaiblie par sa folle entreprise de la conquête de la Hollande, et ménagea par ce moyen des certitudes de succès à l'ennemi.
Les vœux des représentans du peuple n'étaient pas encore dessillés ; il est rappelé à la tête de l'armée de la Belgique, et après plusieurs combats où les troupes républicaines montrèrent un courage vraiment héroïque, et où les succès étaient à peu près balancés, il évacue le pays de Liège et la Belgique. Ses calomnies contre la Convention nationale redoublèrent à proportion de sa trahison, et il finit par lever le masque et se montrer ouvertement conspirateur. Il porta sa sacrilège audace jusqu'à faire arrêter quatre commissaires de la Convention nationale et le ministre Beurnonville, qu'il livra sur-le-champ à l'ennemi. Une presse à ses ordres inondait chaque jour son camp de proclamations séditieuses, et la plus tyrannique contrainte était employée pour détourner des troupes tout papier français ; mais le tyran se dévoila enfin à son armée. Il s'entoura d'une garde étrangère étant au milieu des Français. Dès cet instant, on l'a reconnu un astucieux scélérat ; il a été contraint de s'évader pour échapper à la juste vengeance des troupes qui l'auraient immolé à leur ressentiment. Ses complices l'ont suivi ; ils sont couverts de l'exécration publique et de l'infamie attachée au nom des traîtres. »

 Il est promu au grade de général de division le 28 avril 1793. Suspendu de ses fonctions par le conseil provisoire exécutif le 30 juillet 1793, mais maintenu provisoirement en fonction par les représentants du peuple près l'armée de Moselle, le 17 août 1793.
Mais, bientôt, il est incarcéré comme noble à la maison de réclusion de Soissons, le 1er novembre 1793. Le coup d'État du 9 Thermidor le rend à sa liberté. Appelé près du comité du Salut public, le 13 juin 1794.

### Consulat et Premier Empire
Le 10 août 1794, il est nommé par arrêté, commissaire du gouvernement pour surveiller les opérations du siège de Le Quesnoy. Il participa également à la reprise des places fortes de Valenciennes, Condé, et Landrecies. Réintégré dans son grade de général de division le 2 décembre 1794, il est inspecteur du 1er arrondissement d’artillerie des places de Paris, de Belgique, de Hollande et du Nord. Le 12 juillet 1795, il est directeur de l'arsenal de Paris et président du comité central d'artillerie.
Après le 18 Brumaire, la charge de premier inspecteur général de l'artillerie, (équivalente à celle de Grand maître), qui a été supprimée depuis la mort de M. de Gribeauval, en 1789, est rétablie pour Mr d'Aboville par le Premier Consul le 5 janvier 1800. Le 14 septembre 1802, le général d'Aboville est nommé membre du Sénat conservateur.
Vice-président du Sénat conservateur, en 1803, titulaire de la sénatorerie de Besançon le 22 mai 1804, il reçoit la mission d'aller chercher à Alexandrie, en Piémont le pape Pie VII et de l’accompagner à Paris, pour les cérémonies du sacre de Napoléon Ier. Il est fait grand officier de la Légion d'honneur le 14 juin 1804.
Le 17 septembre 1805, il est nommé commandant les gardes nationales du Doubs, du Léman et du Jura. Gouverneur de Brest le 23 mars 1807, il est créé comte de l'Empire le 26 mai 1808. Le 18 août 1809, il se rend à Bruxelles en Belgique, où il prend le commandement de la division de gardes nationales de réserve, destinée au secours du port d’Anvers, assiégé par les Anglais (expédition de Walcheren). Commandant la 3e division de gardes nationales sous Moncey à l'armée de la Tête de Flandre en septembre, il est rappelé au Sénat et quitte son commandement le 1er octobre 1809.
Le 20 mars 1812, il est chargé d'organiser les cohortes du 1er ban de la garde nationale dans la 6e division militaire.
Le 3 avril 1814, le comte d'Aboville adresse son adhésion aux mesures prises par le Sénat et se prononce pour la déchéance de Napoléon Ier. Louis XVIII le remercie le 4 juin, par un titre de pair de France et de grand officier de la légion d'Honneur, puis le fait commandeur de Saint-Louis, le 23 août 1814.
L’Empereur ne tient pas rigueur à d'Aboville et le maintient  à la Chambre des pairs des Cent-Jours, le 2 juin 1815. Ce dernier accepte, mais le 5 juin, il adresse au président de la Chambre des pairs une lettre dans laquelle il lui annonce que ses infirmités ne lui permettent point d'assister aux séances.

### Restauration française
La seconde Restauration exclut d’Aboville de la liste des pairs, par application de l'ordonnance du 24 juillet 1815, mais il est réintégré le 14 août 1815. 
François-Marie d’Aboville est fait grand-croix de Saint-Louis le 24 août 1817. Il meurt le 1er novembre 1817 à l’âge de 87 ans, doyen des pairs, à Paris, et est inhumé au Cimetière du Père-Lachaise (25e division). Dans la même sépulture reposent ses fils Augustin-Gabriel comte d'Aboville (1773-1820) et Augustin-Marie baron d'Aboville (1776-1843).

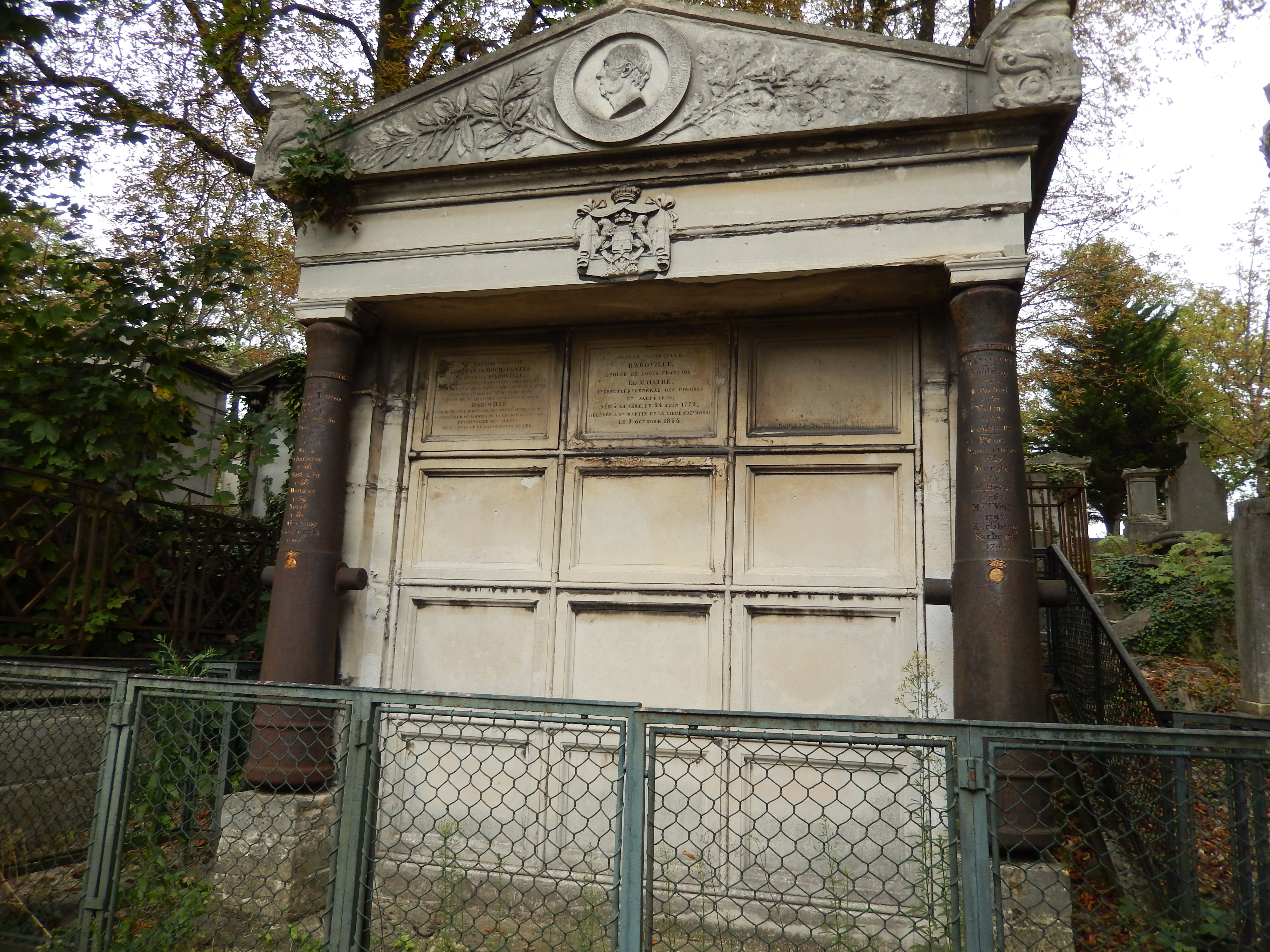
Tombe de d'Aboville (cimetière du Père Lachaise, division 25)

Sa descendance compte parmi les familles subsistantes de la noblesse d'Empire.

## État de services
- Entré au service en qualité de surnuméraire dans l'artillerie en 1744 ;
- Aide de camp de son oncle, commandant en chef de l'artillerie du maréchal de Saxe en 1747 ;
- Commandant en chef de l'artillerie du comte de Rochambeau en 1780 ;
- Brigadier d'infanterie le 5 décembre 1781 ;
- Maréchal de camp le 9 mars 1788 ;
- Lieutenant-général le 7 septembre 1792 ;
- Commandant en chef de l'artillerie des armées du Nord et des Ardennes (1792) ;
- Directeur de l'arsenal de Paris ;
- Président du comité central d'artillerie ;
- Premier inspecteur général de l'artillerie ;
- Commandant des gardes nationales du Doubs et de deux départements voisins en octobre 1805 ;
- Gouverneur de la place de Brest le 26 mars 1807 ;
- Commandant d'une armée de réserve destinée à porter secours au port d'Anvers menacé par les Anglais (1809).

## Campagnes
- Guerre de Succession d'Autriche :
  - Bataille de Fontenoy ;
  - Bataille de Lauffeld ;
- Guerre de Sept Ans :
  - Siège de Munster (1759) ;
- Guerre d'indépendance des États-Unis :
  - Bataille de Yorktown ;
- Guerre de la Première Coalition :
  - Bataille de Valmy.

## Autres fonctions
- Sénateur de l'Empire (27 fructidor an X : 14 septembre 1802) ;
  - Vice-président du Sénat conservateur en 1803 ;
  - Titulaire de la sénatorerie de Besançon le 22 mai 1804 ;
- Membre de la Chambre des pairs :
  - Pair à vie par ordonnance du 4 juin 1814 (Première Restauration) ;
  - Pair des Cent-Jours le 2 juin 1815 ;
  - Exclu de la Chambre des pairs par l'ordonnance du 24 juillet 1815 ;
  - Rappelé à la Chambre par ordonnance royale du 14 août 1815 (Seconde Restauration) ;
  - Confirmé à titre héréditaire par l'ordonnance du 19 août 1815.

## Titres
- 1er Comte d'Aboville de l'Empire (lettres patentes de mai 1808, Bayonne[9]) ;
- Donataire (revenus : 4 000 francs) en Westphalie ;
- Comte-pair héréditaire (ordonnance du 31 août 1817, lettres patentes du 18 février 1818.

## Distinctions
- Légion d'honneur :
  - Légionnaire le 2 octobre 1803 ;
  - Grand officier de la Légion d'honneur le 14 juin 1804 ;
- Ordre royal et militaire de Saint-Louis :
  - Chevalier (avant 1790), puis,
  - Commandeur le 23 août 1814, puis,
  - Grand-croix de Saint-Louis le 24 août 1817 ;
- Membre de la Société des Cincinnati.

## Armoiries
| Figure | Blasonnement |
| Blason | Armes de la famille d'Aboville De sinople, au château d'argent, ouvert, ajouré et maçonné de sable, flanqué de deux tours couvertes de toits pointus et girouettées du second. Supports : deux lions, au naturel., |
|        | Armes du comte d'Aboville et de l'Empire De pourpre au château flanqué de deux tours, le tout maçonné et ajouré de sable, la tour à sénestre surmontée d'un mât d'or sur lequel est hissé un pavillon de sinople porteur de trois lettres « L. N. G. » de sable, franc-quartier des comtes sénateurs., - Livrées : noir, jaune, violet et blanc. |
|        | Armes du comte d'Aboville et pair de France De sinople, au château flanqué de deux tours, couvertes de girouettes d'argent, ouvertes et ajourées de sable : adextré en chef d'un franc-quartier d'azur, au miroir d'or en pal, après lequel se tortille et se mire un serpent d'argent.                                                          |